# 王同皎
王同皎（671年—706年），字同皎（墓志上名为同晈），相州安阳县（今河南省安阳市安阳县）人，祖籍琅邪郡临沂县（今山东省临沂市），唐朝驸马、官员。

## 生平
先祖官仕江左，南陈驸马都尉王宽曾孙。南朝陈亡國後，徙家河北。武周长安年间，王同皎娶太子李显第三女新宁郡主（后改定安郡主）為妻，授朝散大夫、太子典膳郎。神龙元年正月与中书侍郎张柬之、羽林将军桓彦范、敬晖等人擁立李顯即位，正月二十九日，以功升为云麾将军。定安郡主升为定安公主，实封至一千三百户。王同皎成为驸马都尉，改任右千牛将军，封琅邪郡公，赐食实封五百户。不久加银青光禄大夫，迁光禄卿。
武則天死後，宋之问降官为泷州（今广东罗定县）参军，後與宋之逊暗中逃回洛阳。躲在王同皎家借宿。神龙二年（706年）三月，宋之问得知王同皎與张仲之、周憬、冉祖雍等人計算在武則天葬禮當天，埋伏弓箭手，射杀德静郡王武三思。宋之问兄长宋之逊之子宋昙及外甥李悛向武三思告密。同皎被捕，在都亭驿前南街处斩。张仲之、祖延庆一同被杀，周憬逃到比干庙，自杀身亡，虚岁三十六。唐睿宗即位，为他平反，追赠左卫大将军，景云二年十月八日陪葬定陵，谥曰忠壮。

## 家庭

### 曾祖
- 王宽，陈侍中、驸马都尉

### 祖父
- 王诲之，唐朝著作佐郎

### 父亲
- 王知道，早亡，后追赠魏州司马

### 儿子
- 王繇，娶永穆公主，袭琅耶郡公，赠太子太傅，谥曰懿。

### 孙子
- 王潜，字弘志。穆宗即位，封琅邪郡公，任荆南节度使，赠司空
- 王训，光禄卿，娶嗣纪王李纤诚之季女。有子𨙸[2]
- 王谅，鸿胪少卿，袭琅琊郡公。有子王润、王鄂[3]

## 延伸阅读
[在维基数据编辑]
 《舊唐書/卷187上》，出自刘昫《舊唐書》